# ナミュール伯

ナミュール伯の紋章

ナミュール伯（フランス語：Comté de Namur, ワロン語：Conteye di Nameur, オランダ語：Graafschap Namen）は、フランク王国、後に神聖ローマ帝国の領主。その領地はサンブル川およびマース川の合流点に位置し、現在のベルギーのナミュール区およびディナン区北西部に当たる。西にエノー伯領、北にブラバント公領、南および東にリエージュ司教領、南東にルクセンブルク伯領があった。

## 歴史

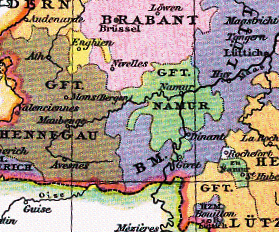
1400年頃のナミュール伯領（緑色の領域）

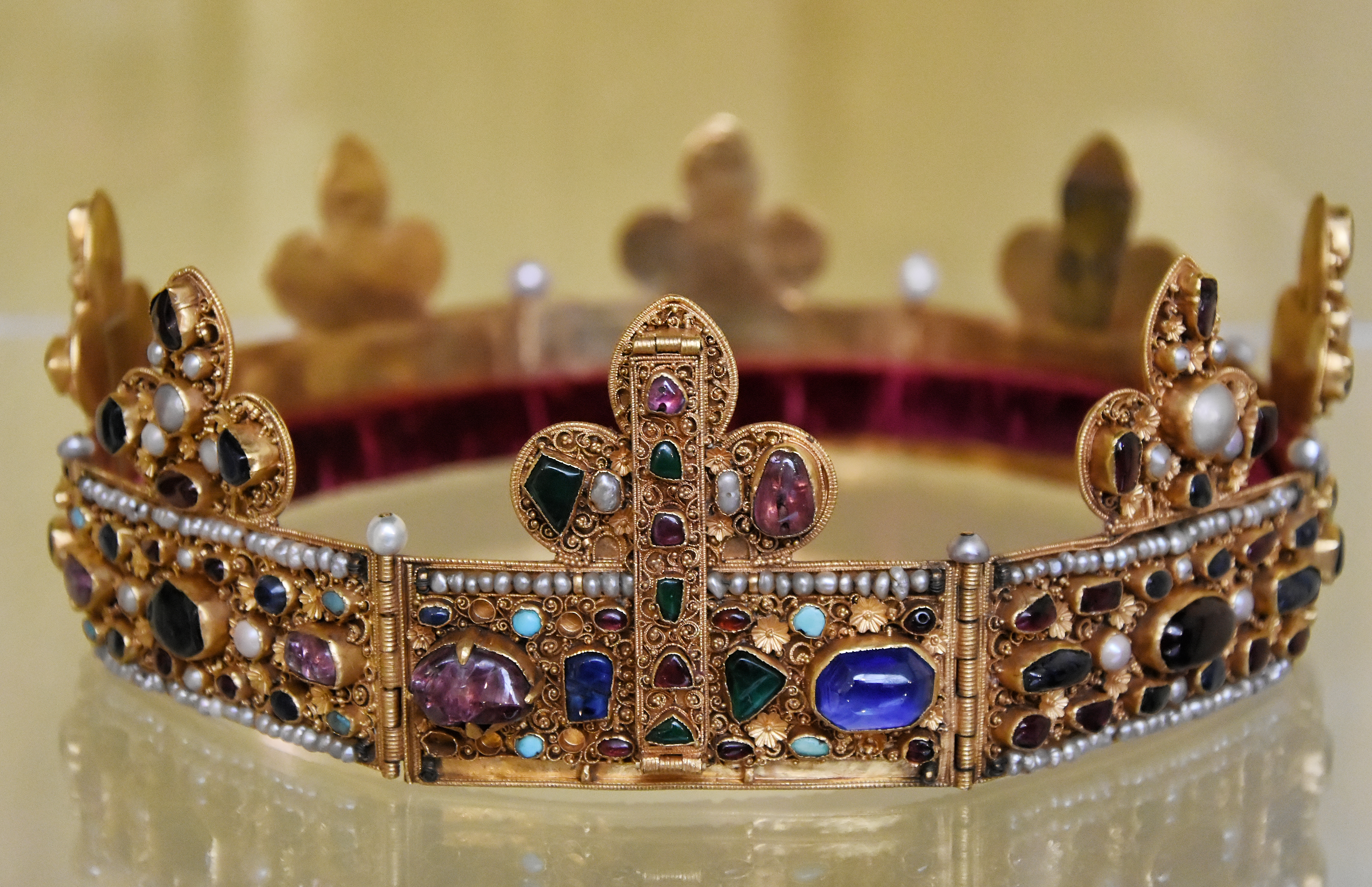
ナミュールの冠

ナミュール伯領は10世紀にナミュールの城および街を中心として形成された。その発展は長い間、周囲のエノー伯領、ブラバント公領およびリエージュ司教領により阻まれていた。しかし、三代にわたる婚姻政策により、1150年にアンリ1世（ルクセンブルク伯ハインリヒ4世）は、ナミュール、ラ・ロッシュ、デュルビュイ、ロンウィ、ルクセンブルクの支配権、およびスタヴロ修道院、トリーアのザンクト・マクシミン修道院、エヒタナハ修道院のフォークトの領地を手に入れた。
しかし、アンリ1世の死後、領地は分割され、伯領はもとの地域に再び限定された。アンリは男子継承者を残さず死去し、ナミュール伯領は1191年にフランドル伯家のものとなった。1217年、ナミュールはカペー家の分家であるクルトネー家に相続された。その後、ダンピエール家が相続していたフランドル伯家のものに再びなったが、同家の最後の伯ジャン3世は後継者がなく、1421年4月23日に伯領の継承権をブルゴーニュ公フィリップ3世に売却した。
1429年3月1日、ジャン3世が死去し、ナミュールはブルゴーニュ公家に継承され、1477年のシャルルの死後はハプスブルク家に継承された。ハプスブルク領ネーデルラントはカール5世によりブルグント・クライスとされ、1548年、最終的にネーデルラント17州として承認された。

## 歴代ナミュール領主

### ナミュール家
- ベランジェ（フランス語版）（924年以降没） - ロム伯
- ロベール1世（英語版）（981年頃没） - ナミュール城建設
- アルベール1世（英語版）（1011年以前没） - 992年にナミュール伯
- ロベール2世（英語版）（1031年以前没） - アルベール1世の子
- アルベール2世（英語版）（1063/4年没） - ロベール2世の弟
- アルベール3世（1102年没） - アルベール2世の子
- ジョフロワ（1139年没） - アルベール3世の子
- アンリ1世（1196年没） - ルクセンブルク伯（1136年 - 1196年）、ナミュール伯（1139年 - 1189年）

### フランドル家
括弧内はナミュール侯の在位期間。
- ボードゥアン1世（1189年 - 1195年） - エノー伯（1171年 - 1195年）、フランドル伯（1191年 - 1194年）、アンリ1世の甥
- フィリップ1世（1196年 - 1212年） - ボードゥアン1世の子
- ヨランド（1212年 - 1216年） - フィリップ1世の姉、後のラテン皇帝ピエール2世・ド・クルトネーと結婚

### クルトネー家
- フィリップ2世（1216年 - 1226年） - ヨランドとピエール2世の子
- アンリ2世（1226年 - 1229年） - フィリップ2世の弟
- マルグリット（1229年 - 1237年） - アンリ2世の姉、ヴィアンデン伯ハインリヒ1世と結婚
- ボードゥアン2世（1237年 - 1259年） - ラテン皇帝（1228年 - 1261年）、マルグリットの弟

1263年に権利をフランドル伯に売却。

### リンブルフ＝アルロン家
- アンリ3世（1259年 - 1265年） - ルクセンブルク伯（1247年 - 1281年）、アンリ1世の外孫

### ダンピエール家
- ギー1世（1265年 - 1297年） - アンリ3世の女婿、1263年にナミュールを購入
- ジャン1世（1297年 - 1331年） - ギーの子
- ジャン2世（1331年 - 1335年） - ジャン1世の子
- ギー2世（1335年 - 1336年） - ジャン2世の弟
- フィリップ3世（1336年 - 1337年） - ギー2世の弟
- ギヨーム1世（1337年 - 1391年） - フィリップ3世の弟
- ギヨーム2世（1391年 - 1418年） - ギヨーム1世の子
- ジャン3世（1418年 - 1429年） - ギヨーム2世の弟

1421年、ジャン3世は伯領の継承権をブルゴーニュ公フィリップ3世に売却し、1429年のジャン3世の死により、ナミュール伯領はブルゴーニュ公家のものとなった。
1477年、ナミュールはブルゴーニュとともにハプスブルク家に継承された。